# LibreOffice Writer
LibreOffice Writer — вільний текстовий процесор. Програма входить до офісного пакету LibreOffice, який є одним з провідних вільних аналогів Microsoft Office. Як і решта програм в пакеті LibreOffice, Writer працює на операційних системах Microsoft Windows, Gnu/Linux та Mac OS X.

## Загальні відомості
LibreOffice Writer має усі основні функції текстового процесора. Основним форматом файлу Writer є Open Document Text, але програма також може відкривати й записувати документи у форматах DOC, DOCX та інших. У Writer також включено можливість збереження документів у формат PDF і XHTML.
Серед функцій LibreOffice Writer:
- автоматичне створення покажчиків, генерування змісту;
- підтримка стилів та шаблонів;
- редактор формул (завдяки інтеграції з LibreOffice Math);
- створення внутрішніх та зовнішніх посилань;
- автодоповнення й автовиправлення;
- поля даних;
- історія документа;
- підтримка збереження з паролем;
- створення бланків із заповнюваними полями.